# Bendik Jakobsen Heggli
Bendik Jakobsen Heggli (ur. 14 października 2001 w Trondheim) – norweski skoczek narciarski, reprezentant klubu Byaasen IL. Medalista mistrzostw świata juniorów (2020) oraz mistrzostw kraju.

## Przebieg kariery
W październiku 2019 zadebiutował w FIS Cupie, zajmując 81. miejsce w zawodach w Villach. Pierwsze punkty tego cyklu zdobył w grudniu 2019 w Notodden, gdzie zajął 13. pozycję. W lutym 2020 zadebiutował w Pucharze Kontynentalnym, zajmując 46. i 35. miejsce w Predazzo. Wystartował na Mistrzostwach Świata Juniorów w Narciarstwie Klasycznym 2020, gdzie zajął 19. miejsce indywidualnie, 4. w konkursie drużynowym mężczyzn oraz zdobył brązowy medal w konkursie drużyn mieszanych.
W grudniu 2020 w Ruce po raz pierwszy zdobył punkty Pucharu Kontynentalnego, zajmując 3. pozycję. W lutym 2021 w Lahti wystąpił w mistrzostwach świata juniorów, plasując się na 8. miejscu w rywalizacji indywidualnej i na 4. w zmaganiach drużynowych.
W lipcu 2021 w Wiśle zadebiutował w Letnim Grand Prix, zajmując lokaty w piątej i czwartej dziesiątce. 5 marca 2022 w swoim pierwszym starcie w Pucharze Świata zajął 20. miejsce w zawodach w Oslo, tym samym zdobywając punkty do klasyfikacji generalnej tego cyklu. 19 marca 2022 ukończył zawody Pucharu Świata w lotach narciarskich w Oberstdorfie na 7. pozycji.
We wrześniu 2022 zdobył pierwsze punkty Letniego Grand Prix, zawody w Râșnovie kończąc na 16. pozycji. W sezonie zimowym 2022/2023 naprzemiennie startował w Pucharze Świata i Pucharze Kontynentalnym. W najwyższej rangi cyklu punkty zdobył ośmiokrotnie, a w swoim najlepszym występie, 9 grudnia 2022 w Titisee-Neustadt, zajął 11. miejsce.
Wystartował na Igrzyskach Europejskich 2023, na których zajął 28. lokatę na skoczni normalnej oraz 12. na dużej indywidualnie. W sezonie zimowym 2023/2024 raz wystąpił w zawodach Pucharu Świata, grudniowe zawody w Lillehammer kończąc na 43. pozycji, a w Pucharze Kontynentalnym najwyżej sklasyfikowany był na 4. miejscu.
Heggli jest medalistą mistrzostw kraju. Indywidualnie zdobył złoto w grudniu 2020 oraz brąz latem 2020 na skoczni dużej. W zawodach drużynowych, reprezentując Sør-Trøndelag, zdobył srebro latem 2024 oraz brąz latem 2020 i latem 2022.

## Mistrzostwa świata juniorów

### Indywidualnie
| 2020 Oberwiesenthal | – | 19. miejsce |
| 2021 Lahti          | – | 8. miejsce  |

### Drużynowo
| 2020 Oberwiesenthal | – | 4. miejsce, srebrny medal (drużyna mieszana) |
| 2021 Lahti          | – | 4. miejsce                                   |

### Starty B. J. Heggliego na mistrzostwach świata juniorów – szczegółowo
| Miejsce | Dzień     | Rok  | Miejscowość    | Skocznia            | Punkt K | HS     | Konkurs      | Skok 1  | Skok 2 | Nota                   | Strata   | Zwycięzca         |
| ------- | --------- | ---- | -------------- | ------------------- | ------- | ------ | ------------ | ------- | ------ | ---------------------- | -------- | ----------------- |
| 19.     | 5 marca   | 2020 | Oberwiesenthal | Fichtelbergschanzen | K-95    | HS-105 | indywid.     | 100,5 m | 86,0 m | 186,2 pkt              | 52,1 pkt | Peter Resinger    |
| 4.      | 7 marca   | 2020 | Oberwiesenthal | Fichtelbergschanzen | K-95    | HS-105 | druż.        | 91,0 m  | 97,0 m | 813,3 pkt (197,0 pkt)  | 87,0 pkt | Słowenia          |
| 2.      | 8 marca   | 2020 | Oberwiesenthal | Fichtelbergschanzen | K-95    | HS-105 | druż. miesz. | 98,0 m  | 98,5 m | 1021,7 pkt (265,4 pkt) | 1,6 pkt  | Austria           |
| 8.      | 11 lutego | 2021 | Lahti          | Salpausselkä        | K-90    | HS-100 | indywid.     | 92,0 m  | 93,0 m | 245,1 pkt              | 18,8 pkt | Niklas Bachlinger |
| 4.      | 12 lutego | 2021 | Lahti          | Salpausselkä        | K-90    | HS-100 | druż.        | 93,5 m  | 96,0 m | 901,7 pkt (250,1 pkt)  | 84,5 pkt | Austria           |

## Igrzyska europejskie

### Indywidualnie
| 2023 Kraków/Zakopane | – | 28. miejsce (K-95), 12. miejsce (K-125) |

### Starty B. J. Heggliego na igrzyskach europejskich – szczegółowo
| Miejsce | Dzień      | Rok  | Miejscowość | Skocznia        | Punkt K | HS     | Konkurs  | Skok 1  | Skok 2  | Nota      | Strata   | Zwycięzca         |
| ------- | ---------- | ---- | ----------- | --------------- | ------- | ------ | -------- | ------- | ------- | --------- | -------- | ----------------- |
| 28.     | 29 czerwca | 2023 | Zakopane    | Średnia Krokiew | K-95    | HS-105 | indywid. | 90,5 m  | 92,5 m  | 213,4 pkt | 56,9 pkt | Daniel Tschofenig |
| 12.     | 1 lipca    | 2023 | Zakopane    | Wielka Krokiew  | K-125   | HS-140 | indywid. | 132,0 m | 130,0 m | 238,5 pkt | 40,6 pkt | Dawid Kubacki     |

## Puchar Świata

### Miejsca w klasyfikacji generalnej
| Sezon     | Miejsce |
| --------- | ------- |
| 2021/2022 | 46.     |
| 2022/2023 | 36.     |

### Miejsca w poszczególnych konkursach indywidualnychPucharu Świata
stan po zakończeniu sezonu 2024/2025
| Źródło | Źródło            | Źródło           | Źródło            | Źródło                 | Źródło                 | Źródło                 | Źródło                 | Źródło           | Źródło                       | Źródło                       | Źródło                       | Źródło              | Źródło              | Źródło          | Źródło                 | Źródło                 | Źródło                | Źródło          | Źródło            | Źródło            | Źródło            | Źródło        | Źródło      | Źródło           | Źródło            | Źródło            | Źródło          | Źródło          | Źródło          | Źródło        | Źródło        | Źródło | Źródło | Źródło | Źródło | Źródło | Źródło | Źródło | Źródło | Źródło | Źródło | Źródło | Źródło | Źródło | Źródło | Źródło | Źródło | Źródło | Źródło |        |
| --- | ----------------- | ---------------- | ----------------- | ---------------------- | ---------------------- | ---------------------- | ---------------------- | ---------------- | ---------------------------- | ---------------------------- | ---------------------------- | ------------------- | ------------------- | --------------- | ---------------------- | ---------------------- | --------------------- | --------------- | ----------------- | ----------------- | ----------------- | ------------- | ----------- | ---------------- | ----------------- | ----------------- | --------------- | --------------- | --------------- | ------------- | ------------- | ------ | ------ | ------ | ------ | ------ | ------ | ------ | ------ | ------ | ------ | ------ | ------ | ------ | ------ | ------ | ------ | ------ | ------ | ------ |
| Sezon 2021/2022 |                   |                  |                   |                        |                        |                        |                        |                  |                              |                              |                              |                     |                     |                 |                        |                        |                       |                 |                   |                   |                   |               |             |                  |                   |                   |                 |                 |                 |               |               |        |        |        |        |        |        |        |        |        |        |        |        |        |        |        |        |        |        |        |
| Niżny Tagił HS134 | Niżny Tagił HS134 | Ruka HS142       | Ruka HS142        | Wisła HS134            | Klingenthal HS140      | Klingenthal HS140      | Engelberg HS140        | Engelberg HS140  | Oberstdorf HS137             | Garmisch-Partenkirchen HS142 | Bischofshofen HS142          | Bischofshofen HS142 | Bischofshofen HS142 | Zakopane HS140  | Titisee-Neustadt HS142 | Titisee-Neustadt HS142 | Willingen HS147       | Willingen HS147 | Lahti HS130       | Lahti HS130       | Lillehammer HS140 | Oslo HS134    | Oslo HS134  | Oberstdorf HS235 | Oberstdorf HS235  | Planica HS240     | Planica HS240   | punkty          | punkty          | punkty        | punkty        | punkty | punkty | punkty | punkty | punkty | punkty | punkty | punkty | punkty | punkty | punkty | punkty | punkty | punkty | punkty |        |        |        |        |
| - | -                 | -                | -                 | -                      | -                      | -                      | -                      | -                | -                            | -                            | -                            | -                   | -                   | -               | -                      | -                      | -                     | -               | -                 | -                 | q                 | 20            | 42          | 7                | q                 | 30                | -               | 48              | 48              | 48            | 48            | 48     | 48     | 48     | 48     | 48     | 48     | 48     | 48     | 48     | 48     | 48     | 48     | 48     | 48     | 48     |        |        |        |        |
| Sezon 2022/2023 |                   |                  |                   |                        |                        |                        |                        |                  |                              |                              |                              |                     |                     |                 |                        |                        |                       |                 |                   |                   |                   |               |             |                  |                   |                   |                 |                 |                 |               |               |        |        |        |        |        |        |        |        |        |        |        |        |        |        |        |        |        |        |        |
| Wisła HS134 | Wisła HS134       | Ruka HS142       | Ruka HS142        | Titisee-Neustadt HS142 | Titisee-Neustadt HS142 | Engelberg HS140        | Engelberg HS140        | Oberstdorf HS137 | Garmisch-Partenkirchen HS142 | Innsbruck HS128              | Bischofshofen HS142          | Zakopane HS140      | Sapporo HS137       | Sapporo HS137   | Sapporo HS137          | Bad Mitterndorf HS235  | Bad Mitterndorf HS235 | Willingen HS147 | Willingen HS147   | Lake Placid HS128 | Lake Placid HS128 | Râșnov HS97   | Oslo HS134  | Oslo HS134       | Lillehammer HS140 | Lillehammer HS140 | Vikersund HS240 | Vikersund HS240 | Lahti HS130     | Planica HS240 | Planica HS240 | punkty |        |        |        |        |        |        |        |        |        |        |        |        |        |        |        |        |        |        |
| - | -                 | 19               | q                 | 11                     | 38                     | 45                     | 28                     | -                | -                            | -                            | -                            | -                   | -                   | -               | -                      | -                      | -                     | 21              | 41                | q                 | 37                | 26            | -           | -                | -                 | -                 | 26              | 33              | -               | 13            | 25            | 85     |        |        |        |        |        |        |        |        |        |        |        |        |        |        |        |        |        |        |
| Sezon 2023/2024 |                   |                  |                   |                        |                        |                        |                        |                  |                              |                              |                              |                     |                     |                 |                        |                        |                       |                 |                   |                   |                   |               |             |                  |                   |                   |                 |                 |                 |               |               |        |        |        |        |        |        |        |        |        |        |        |        |        |        |        |        |        |        |        |
| Ruka HS142 | Ruka HS142        | Lillehammer HS98 | Lillehammer HS140 | Klingenthal HS140      | Klingenthal HS140      | Engelberg HS140        | Engelberg HS140        | Oberstdorf HS137 | Garmisch-Partenkirchen HS142 | Innsbruck HS128              | Bischofshofen HS142          | Wisła HS134         | Zakopane HS140      | Willingen HS147 | Willingen HS147        | Lake Placid HS128      | Lake Placid HS128     | Sapporo HS137   | Sapporo HS137     | Oberstdorf HS235  | Oberstdorf HS235  | Lahti HS130   | Lahti HS130 | Oslo HS134       | Oslo HS134        | Trondheim HS105   | Trondheim HS138 | Vikersund HS240 | Vikersund HS240 | Planica HS240 | Planica HS240 | punkty | punkty | punkty | punkty | punkty | punkty | punkty | punkty | punkty | punkty | punkty | punkty | punkty | punkty | punkty | punkty | punkty | punkty | punkty |
| - | -                 | -                | 43                | -                      | -                      | -                      | -                      | -                | -                            | -                            | -                            | -                   | -                   | -               | -                      | -                      | -                     | -               | -                 | -                 | -                 | -             | -           | -                | -                 | -                 | -               | -               | -               | -             | -             | 0      | 0      | 0      | 0      | 0      | 0      | 0      | 0      | 0      | 0      | 0      | 0      | 0      | 0      | 0      | 0      | 0      | 0      | 0      |
| Sezon 2024/2025 |                   |                  |                   |                        |                        |                        |                        |                  |                              |                              |                              |                     |                     |                 |                        |                        |                       |                 |                   |                   |                   |               |             |                  |                   |                   |                 |                 |                 |               |               |        |        |        |        |        |        |        |        |        |        |        |        |        |        |        |        |        |        |        |
| Lillehammer HS140 | Lillehammer HS140 | Ruka HS142       | Ruka HS142        | Wisła HS134            | Wisła HS134            | Titisee-Neustadt HS142 | Titisee-Neustadt HS142 | Engelberg HS140  | Engelberg HS140              | Oberstdorf HS137             | Garmisch-Partenkirchen HS142 | Innsbruck HS128     | Bischofshofen HS142 | Zakopane HS140  | Oberstdorf HS235       | Oberstdorf HS235       | Willingen HS147       | Willingen HS147 | Lake Placid HS128 | Lake Placid HS128 | Sapporo HS137     | Sapporo HS137 | Oslo HS134  | Vikersund HS240  | Vikersund HS240   | Lahti HS130       | Planica HS240   | Planica HS240   | punkty          | punkty        | punkty        | punkty | punkty | punkty | punkty | punkty | punkty | punkty | punkty | punkty | punkty | punkty | punkty | punkty | punkty | punkty | punkty |        |        |        |
| - | -                 | -                | -                 | -                      | -                      | -                      | -                      | -                | -                            | -                            | -                            | -                   | -                   | -               | -                      | -                      | -                     | -               | -                 | -                 | -                 | -             | -           | -                | -                 | -                 | q               | -               | 0               | 0             | 0             | 0      | 0      | 0      | 0      | 0      | 0      | 0      | 0      | 0      | 0      | 0      | 0      | 0      | 0      | 0      | 0      |        |        |        |
| Legenda |                   |                  |                   |                        |                        |                        |                        |                  |                              |                              |                              |                     |                     |                 |                        |                        |                       |                 |                   |                   |                   |               |             |                  |                   |                   |                 |                 |                 |               |               |        |        |        |        |        |        |        |        |        |        |        |        |        |        |        |        |        |        |        |
| 1 2 3 4-10 11-30 poniżej 30 dq – dyskwalifikacja q – dyskwalifikacja w kwalifikacjach q – zawodnik nie zakwalifikował się - – zawodnik nie wystartował |                   |                  |                   |                        |                        |                        |                        |                  |                              |                              |                              |                     |                     |                 |                        |                        |                       |                 |                   |                   |                   |               |             |                  |                   |                   |                 |                 |                 |               |               |        |        |        |        |        |        |        |        |        |        |        |        |        |        |        |        |        |        |        |

### Miejsca w poszczególnych konkursach drużynowychPucharu Świata
stan po zakończeniu sezonu 2024/2025
| Źródło                                                                          | Źródło          | Źródło          | Źródło                         | Źródło              | Źródło                  | Źródło                    | Źródło              | Źródło             | Źródło        |
| ------------------------------------------------------------------------------- | --------------- | --------------- | ------------------------------ | ------------------- | ----------------------- | ------------------------- | ------------------- | ------------------ | ------------- |
| Sezon 2021/2022                                                                 | Sezon 2021/2022 | Sezon 2021/2022 | Wisła HS134                    | Bischofshofen HS142 | Zakopane HS140          | Willingen HS147 (mikst)   | Lahti HS130         | Oslo HS134 (mikst) | Planica HS240 |
| Sezon 2021/2022                                                                 | Sezon 2021/2022 | Sezon 2021/2022 | -                              | -                   | -                       | -                         | -                   | -                  | 2             |
| Sezon 2022/2023                                                                 | Sezon 2022/2023 | Sezon 2022/2023 | Titisee-Neustadt HS142 (mikst) | Zakopane HS140      | Willingen HS147 (mikst) | Lake Placid HS128 (duety) | Râșnov HS97 (duety) | Lahti HS130        | Planica HS240 |
| Sezon 2022/2023                                                                 | Sezon 2022/2023 | Sezon 2022/2023 | 2                              | -                   | -                       | -                         | -                   | -                  | 3             |
| Legenda                                                                         |                 |                 |                                |                     |                         |                           |                     |                    |               |
| 1 2 3 4-8 poniżej 8 (Duety: 1 2 3 4-12 poniżej 12) - – zawodnik nie wystartował |                 |                 |                                |                     |                         |                           |                     |                    |               |

### Puchar Świata w lotach

#### Miejsca w klasyfikacji generalnej
| Sezon     | Miejsce |
| --------- | ------- |
| 2021/2022 | 22.     |
| 2022/2023 | 27.     |

### Raw Air

#### Miejsca w klasyfikacji generalnej
| Sezon | Miejsce |
| ----- | ------- |
| 2022  | 38.     |
| 2023  | 48.     |

### Planica 7

#### Miejsca w klasyfikacji generalnej
| Sezon | Miejsce |
| ----- | ------- |
| 2022  | 27.     |
| 2023  | 18.     |
| 2025  | 59.     |

## Letnie Grand Prix

### Miejsca w klasyfikacji generalnej
| Sezon | Miejsce |
| ----- | ------- |
| 2022  | 58.     |
| 2024  | 54.     |

### Miejsca w poszczególnych konkursach indywidualnychLGP
stan po zakończeniu LGP 2024
| Źródło | Źródło           | Źródło           | Źródło           | Źródło           | Źródło            | Źródło          | Źródło            | Źródło            | Źródło | Źródło | Źródło | Źródło | Źródło | Źródło | Źródło | Źródło | Źródło | Źródło | Źródło | Źródło | Źródło | Źródło | Źródło | Źródło | Źródło | Źródło |
| --- | ---------------- | ---------------- | ---------------- | ---------------- | ----------------- | --------------- | ----------------- | ----------------- | ------ | ------ | ------ | ------ | ------ | ------ | ------ | ------ | ------ | ------ | ------ | ------ | ------ | ------ | ------ | ------ | ------ | ------ |
| 2021 |                  |                  |                  |                  |                   |                 |                   |                   |        |        |        |        |        |        |        |        |        |        |        |        |        |        |        |        |        |        |
| Wisła HS134 | Wisła HS134      | Courchevel HS135 | Szczuczyńsk HS99 | Szczuczyńsk HS99 | Czajkowskij HS140 | Hinzenbach HS90 | Klingenthal HS140 | punkty            | punkty | punkty | punkty | punkty | punkty | punkty | punkty | punkty |        |        |        |        |        |        |        |        |        |        |
| 44 | 33               | -                | -                | -                | -                 | -               | -                 | 0                 | 0      | 0      | 0      | 0      | 0      | 0      | 0      | 0      |        |        |        |        |        |        |        |        |        |        |
| 2022 |                  |                  |                  |                  |                   |                 |                   |                   |        |        |        |        |        |        |        |        |        |        |        |        |        |        |        |        |        |        |
| Wisła HS134 | Wisła HS134      | Courchevel HS135 | Râșnov HS97      | Hinzenbach HS90  | Klingenthal HS140 | punkty          | punkty            | punkty            | punkty | punkty | punkty | punkty | punkty | punkty |        |        |        |        |        |        |        |        |        |        |        |        |
| - | -                | -                | 16               | -                | 35                | 15              | 15                | 15                | 15     | 15     | 15     | 15     | 15     | 15     |        |        |        |        |        |        |        |        |        |        |        |        |
| 2024 |                  |                  |                  |                  |                   |                 |                   |                   |        |        |        |        |        |        |        |        |        |        |        |        |        |        |        |        |        |        |
| Courchevel HS132 | Courchevel HS132 | Wisła HS134      | Wisła HS134      | Râșnov HS97      | Râșnov HS97       | Hinzenbach HS90 | Hinzenbach HS90   | Klingenthal HS140 | punkty |        |        |        |        |        |        |        |        |        |        |        |        |        |        |        |        |        |
| 19 | 19               | -                | -                | -                | -                 | -               | -                 | -                 | 24     |        |        |        |        |        |        |        |        |        |        |        |        |        |        |        |        |        |
| Legenda |                  |                  |                  |                  |                   |                 |                   |                   |        |        |        |        |        |        |        |        |        |        |        |        |        |        |        |        |        |        |
| 1 2 3 4-10 11-30 poniżej 30 dq – dyskwalifikacja q – dyskwalifikacja w kwalifikacjach q – zawodnik nie zakwalifikował się - – zawodnik nie wystartował |                  |                  |                  |                  |                   |                 |                   |                   |        |        |        |        |        |        |        |        |        |        |        |        |        |        |        |        |        |        |

### Miejsca na podium w konkursach drużynowych LGP chronologicznie
| Lp. | Dzień       | Rok  | Miejscowość | Skocznia                    | Punkt K | HS    | Skład        | Skok 1 | Skok 2 | Nota                 | Lok. | Strata  | Zwycięzca |
| --- | ----------- | ---- | ----------- | --------------------------- | ------- | ----- | ------------ | ------ | ------ | -------------------- | ---- | ------- | --------- |
| 1.  | 18 września | 2022 | Râșnov      | Trambulina Valea Cărbunării | K-90    | HS-97 | druż. miesz. | 86,0 m | –      | 407,0 pkt (94,7 pkt) | 3.   | 9,9 pkt | Austria   |

### Miejsca w poszczególnych konkursach drużynowychLGP
stan po zakończeniu LGP 2024
| Źródło                              | Źródło | Źródło | Źródło | Źródło | Źródło | Źródło | Źródło              | Źródło              | Źródło                    |
| ----------------------------------- | ------ | ------ | ------ | ------ | ------ | ------ | ------------------- | ------------------- | ------------------------- |
| 2022                                | 2022   | 2022   | 2022   | 2022   | 2022   | 2022   | Râșnov HS97 (duety) | Râșnov HS97 (mikst) | Klingenthal HS140 (mikst) |
| 2022                                | 2022   | 2022   | 2022   | 2022   | 2022   | 2022   | 4                   | 3                   | -                         |
| Legenda                             |        |        |        |        |        |        |                     |                     |                           |
| 1 2 3 4-8 poniżej 8 - – brak startu |        |        |        |        |        |        |                     |                     |                           |

## Puchar Kontynentalny

### Miejsca w klasyfikacji generalnej
| Sezon     | Miejsce |
| --------- | ------- |
| 2020/2021 | 25.     |
| 2021/2022 | 45.     |
| 2022/2023 | 40.     |
| 2023/2024 | 45.     |
| 2024/2025 | 41.     |

### Miejsca na podium w konkursach indywidualnych Pucharu Kontynentalnego chronologicznie
| Lp. | Dzień      | Rok  | Miejscowość | Skocznia    | Punkt K | HS     | Skok 1  | Skok 2  | Nota      | Lok. | Strata   | Zwycięzca     |
| --- | ---------- | ---- | ----------- | ----------- | ------- | ------ | ------- | ------- | --------- | ---- | -------- | ------------- |
| 1.  | 18 grudnia | 2020 | Ruka        | Rukatunturi | K-120   | HS-142 | 137,0 m | 124,0 m | 253,7 pkt | 3.   | 23,2 pkt | Stefan Rainer |

### Miejsca w poszczególnych konkursachPucharu Kontynentalnego
stan po zakończeniu sezonu 2024/2025
| Sezon 2019/2020                                                               |                   |                 |                 |                     |                     |                              |                              |                  |                  |                 |                   |                     |                     |                     |                     |                     |                     |                     |                     |                     |                |                |                |                |                |                |        |        |        |        |        |        |        |        |        |        |        |        |        |        |        |        |        |        |        |        |        |        |        |        |        |        |        |        |        |        |        |        |        |        |        |        |        |        |        |
| Vikersund HS117                                                               | Vikersund HS117   | Ruka HS142      | Ruka HS142      | Bischofshofen HS142 | Bischofshofen HS142 | Klingenthal HS140            | Klingenthal HS140            | Sapporo HS137    | Sapporo HS137    | Planica HS138   | Planica HS138     | Brotterode HS117    | Brotterode HS117    | Iron Mountain HS133 | Iron Mountain HS133 | Predazzo HS104      | Predazzo HS104      | Rena HS139          | Lahti HS130         | Lahti HS130         | punkty         | punkty         | punkty         | punkty         | punkty         | punkty         | punkty | punkty | punkty | punkty | punkty | punkty | punkty | punkty | punkty | punkty | punkty | punkty | punkty | punkty | punkty | punkty | punkty | punkty | punkty | punkty | punkty | punkty | punkty | punkty | punkty | punkty | punkty | punkty | punkty | punkty | punkty | punkty | punkty | punkty |        |        |        |        |        |
| -                                                                             | -                 | -               | -               | -                   | -                   | -                            | -                            | -                | -                | -               | -                 | -                   | -                   | -                   | -                   | 46                  | 37                  | -                   | -                   | -                   | 0              | 0              | 0              | 0              | 0              | 0              | 0      | 0      | 0      | 0      | 0      | 0      | 0      | 0      | 0      | 0      | 0      | 0      | 0      | 0      | 0      | 0      | 0      | 0      | 0      | 0      | 0      | 0      | 0      | 0      | 0      | 0      | 0      | 0      | 0      | 0      | 0      | 0      | 0      | 0      |        |        |        |        |        |
| Sezon 2020/2021                                                               |                   |                 |                 |                     |                     |                              |                              |                  |                  |                 |                   |                     |                     |                     |                     |                     |                     |                     |                     |                     |                |                |                |                |                |                |        |        |        |        |        |        |        |        |        |        |        |        |        |        |        |        |        |        |        |        |        |        |        |        |        |        |        |        |        |        |        |        |        |        |        |        |        |        |        |
| Ruka HS142                                                                    | Ruka HS142        | Ruka HS142      | Engelberg HS140 | Engelberg HS140     | Innsbruck HS128     | Innsbruck HS128              | Willingen HS147              | Willingen HS147  | Willingen HS147  | Willingen HS147 | Klingenthal HS140 | Klingenthal HS140   | Brotterode HS117    | Brotterode HS117    | Zakopane HS140      | Zakopane HS140      | Czajkowskij HS140   | Czajkowskij HS140   | punkty              | punkty              | punkty         | punkty         | punkty         | punkty         | punkty         | punkty         | punkty | punkty | punkty | punkty | punkty | punkty | punkty | punkty | punkty | punkty | punkty | punkty | punkty | punkty | punkty | punkty | punkty | punkty | punkty | punkty | punkty | punkty | punkty | punkty | punkty | punkty | punkty | punkty | punkty | punkty | punkty | punkty |        |        |        |        |        |        |        |
| 3                                                                             | 13                | 10              | 22              | 13                  | 19                  | 26                           | -                            | -                | -                | -               | -                 | -                   | 15                  | 8                   | 18                  | 24                  | -                   | -                   | 220                 | 220                 | 220            | 220            | 220            | 220            | 220            | 220            | 220    | 220    | 220    | 220    | 220    | 220    | 220    | 220    | 220    | 220    | 220    | 220    | 220    | 220    | 220    | 220    | 220    | 220    | 220    | 220    | 220    | 220    | 220    | 220    | 220    | 220    | 220    | 220    | 220    | 220    | 220    | 220    |        |        |        |        |        |        |        |
| Sezon 2021/2022                                                               |                   |                 |                 |                     |                     |                              |                              |                  |                  |                 |                   |                     |                     |                     |                     |                     |                     |                     |                     |                     |                |                |                |                |                |                |        |        |        |        |        |        |        |        |        |        |        |        |        |        |        |        |        |        |        |        |        |        |        |        |        |        |        |        |        |        |        |        |        |        |        |        |        |        |        |
| Zhangjiakou HS140                                                             | Zhangjiakou HS140 | Vikersund HS117 | Vikersund HS117 | Ruka HS142          | Ruka HS142          | Engelberg HS140              | Engelberg HS140              | Oberstdorf HS137 | Oberstdorf HS137 | Innsbruck HS128 | Innsbruck HS128   | Iron Mountain HS133 | Iron Mountain HS133 | Iron Mountain HS133 | Brotterode HS117    | Brotterode HS117    | Rena HS139          | Rena HS139          | Planica HS138       | Planica HS138       | Lahti HS130    | Lahti HS130    | Zakopane HS140 | Zakopane HS140 | Zakopane HS140 | punkty         | punkty | punkty | punkty | punkty | punkty | punkty | punkty | punkty | punkty | punkty | punkty | punkty | punkty | punkty | punkty | punkty | punkty | punkty | punkty | punkty | punkty | punkty | punkty | punkty | punkty | punkty | punkty | punkty | punkty | punkty | punkty | punkty | punkty | punkty | punkty | punkty | punkty | punkty | punkty |
| -                                                                             | -                 | -               | 28              | -                   | -                   | -                            | -                            | -                | -                | 11              | 8                 | -                   | -                   | -                   | -                   | -                   | 12                  | 16                  | 20                  | 17                  | -              | -              | -              | -              | -              | 121            | 121    | 121    | 121    | 121    | 121    | 121    | 121    | 121    | 121    | 121    | 121    | 121    | 121    | 121    | 121    | 121    | 121    | 121    | 121    | 121    | 121    | 121    | 121    | 121    | 121    | 121    | 121    | 121    | 121    | 121    | 121    | 121    | 121    | 121    | 121    | 121    | 121    | 121    | 121    |
| Sezon 2022/2023                                                               |                   |                 |                 |                     |                     |                              |                              |                  |                  |                 |                   |                     |                     |                     |                     |                     |                     |                     |                     |                     |                |                |                |                |                |                |        |        |        |        |        |        |        |        |        |        |        |        |        |        |        |        |        |        |        |        |        |        |        |        |        |        |        |        |        |        |        |        |        |        |        |        |        |        |        |
| Vikersund HS117                                                               | Vikersund HS117   | Ruka HS142      | Ruka HS142      | Engelberg HS140     | Engelberg HS140     | Planica HS138                | Planica HS138                | Sapporo HS137    | Sapporo HS137    | Sapporo HS137   | Eisenerz HS109    | Eisenerz HS109      | Klingenthal HS140   | Klingenthal HS140   | Rena HS139          | Rena HS139          | Iron Mountain HS133 | Iron Mountain HS133 | Iron Mountain HS133 | Iron Mountain HS133 | Zakopane HS140 | Zakopane HS140 | Lahti HS130    | Lahti HS130    | punkty         | punkty         | punkty | punkty | punkty | punkty | punkty | punkty | punkty | punkty | punkty | punkty | punkty | punkty | punkty | punkty | punkty | punkty | punkty | punkty | punkty | punkty | punkty | punkty | punkty | punkty | punkty | punkty | punkty | punkty | punkty | punkty | punkty | punkty | punkty | punkty | punkty | punkty | punkty | punkty |        |
| -                                                                             | -                 | -               | -               | 6                   | 14                  | -                            | -                            | dq               | 11               | 13              | 36                | 23                  | -                   | -                   | -                   | -                   | -                   | -                   | -                   | -                   | -              | -              | -              | -              | 110            | 110            | 110    | 110    | 110    | 110    | 110    | 110    | 110    | 110    | 110    | 110    | 110    | 110    | 110    | 110    | 110    | 110    | 110    | 110    | 110    | 110    | 110    | 110    | 110    | 110    | 110    | 110    | 110    | 110    | 110    | 110    | 110    | 110    | 110    | 110    | 110    | 110    | 110    | 110    |        |
| Sezon 2023/2024                                                               |                   |                 |                 |                     |                     |                              |                              |                  |                  |                 |                   |                     |                     |                     |                     |                     |                     |                     |                     |                     |                |                |                |                |                |                |        |        |        |        |        |        |        |        |        |        |        |        |        |        |        |        |        |        |        |        |        |        |        |        |        |        |        |        |        |        |        |        |        |        |        |        |        |        |        |
| Lillehammer HS140                                                             | Lillehammer HS140 | Ruka HS142      | Ruka HS142      | Engelberg HS140     | Engelberg HS140     | Garmisch-Partenkirchen HS142 | Garmisch-Partenkirchen HS142 | Innsbruck HS128  | Innsbruck HS128  | Sapporo HS137   | Sapporo HS137     | Sapporo HS137       | Willingen HS147     | Willingen HS147     | Lillehammer HS140   | Lillehammer HS140   | Brotterode HS117    | Brotterode HS117    | Iron Mountain HS133 | Iron Mountain HS133 | Planica HS138  | Planica HS138  | Lahti HS130    | Lahti HS130    | Zakopane HS140 | Zakopane HS140 | punkty |        |        |        |        |        |        |        |        |        |        |        |        |        |        |        |        |        |        |        |        |        |        |        |        |        |        |        |        |        |        |        |        |        |        |        |        |        |        |
| 28                                                                            | 39                | -               | -               | -                   | -                   | 50                           | 35                           | 41               | 41               | -               | -                 | -                   | -                   | -                   | -                   | -                   | -                   | -                   | -                   | -                   | 11             | 4              | 11             | 19             | -              | -              | 113    |        |        |        |        |        |        |        |        |        |        |        |        |        |        |        |        |        |        |        |        |        |        |        |        |        |        |        |        |        |        |        |        |        |        |        |        |        |        |
| Sezon 2024/2025                                                               |                   |                 |                 |                     |                     |                              |                              |                  |                  |                 |                   |                     |                     |                     |                     |                     |                     |                     |                     |                     |                |                |                |                |                |                |        |        |        |        |        |        |        |        |        |        |        |        |        |        |        |        |        |        |        |        |        |        |        |        |        |        |        |        |        |        |        |        |        |        |        |        |        |        |        |
| Zhangjiakou HS106                                                             | Zhangjiakou HS106 | Ruka HS142      | Ruka HS142      | Engelberg HS140     | Engelberg HS140     | Bischofshofen HS142          | Bischofshofen HS142          | Sapporo HS137    | Sapporo HS137    | Sapporo HS137   | Lillehammer HS140 | Lillehammer HS140   | Kranj HS109         | Kranj HS109         | Iron Mountain HS133 | Iron Mountain HS133 | Iron Mountain HS133 | Iron Mountain HS133 | Lahti HS130         | Lahti HS130         | Zakopane HS140 | Zakopane HS140 | punkty         | punkty         | punkty         | punkty         | punkty | punkty | punkty | punkty | punkty | punkty | punkty | punkty | punkty | punkty | punkty | punkty | punkty | punkty | punkty | punkty | punkty | punkty | punkty | punkty | punkty | punkty | punkty | punkty | punkty | punkty | punkty | punkty | punkty | punkty | punkty | punkty | punkty | punkty | punkty | punkty |        |        |        |
| dq                                                                            | 13                | 28              | dq              | -                   | -                   | -                            | -                            | -                | -                | -               | 12                | 17                  | -                   | -                   | 20                  | 32                  | 14                  | 21                  | -                   | -                   | -              | -              | 98             | 98             | 98             | 98             | 98     | 98     | 98     | 98     | 98     | 98     | 98     | 98     | 98     | 98     | 98     | 98     | 98     | 98     | 98     | 98     | 98     | 98     | 98     | 98     | 98     | 98     | 98     | 98     | 98     | 98     | 98     | 98     | 98     | 98     | 98     | 98     | 98     | 98     | 98     | 98     |        |        |        |
| Legenda                                                                       |                   |                 |                 |                     |                     |                              |                              |                  |                  |                 |                   |                     |                     |                     |                     |                     |                     |                     |                     |                     |                |                |                |                |                |                |        |        |        |        |        |        |        |        |        |        |        |        |        |        |        |        |        |        |        |        |        |        |        |        |        |        |        |        |        |        |        |        |        |        |        |        |        |        |        |
| 1 2 3 4-10 11-30 poniżej 30 dq – dyskwalifikacja - – zawodnik nie wystartował |                   |                 |                 |                     |                     |                              |                              |                  |                  |                 |                   |                     |                     |                     |                     |                     |                     |                     |                     |                     |                |                |                |                |                |                |        |        |        |        |        |        |        |        |        |        |        |        |        |        |        |        |        |        |        |        |        |        |        |        |        |        |        |        |        |        |        |        |        |        |        |        |        |        |        |

## Letni Puchar Kontynentalny

### Miejsca w klasyfikacji generalnej
| Sezon | Miejsce |
| ----- | ------- |
| 2021  | 15.     |
| 2022  | 34.     |
| 2024  | 46.     |

### Miejsca w poszczególnych konkursachLetniego Pucharu Kontynentalnego
stan po zakończeniu LPK 2024
| Źródło                                                                        | Źródło             | Źródło          | Źródło          | Źródło            | Źródło            | Źródło              | Źródło              | Źródło            | Źródło     | Źródło            | Źródło            | Źródło | Źródło | Źródło | Źródło | Źródło | Źródło | Źródło | Źródło | Źródło | Źródło | Źródło | Źródło | Źródło | Źródło | Źródło |
| ----------------------------------------------------------------------------- | ------------------ | --------------- | --------------- | ----------------- | ----------------- | ------------------- | ------------------- | ----------------- | ---------- | ----------------- | ----------------- | ------ | ------ | ------ | ------ | ------ | ------ | ------ | ------ | ------ | ------ | ------ | ------ | ------ | ------ | ------ |
| 2021                                                                          |                    |                 |                 |                   |                   |                     |                     |                   |            |                   |                   |        |        |        |        |        |        |        |        |        |        |        |        |        |        |        |
| Kuopio HS127                                                                  | Kuopio HS127       | Frenštát HS106  | Frenštát HS106  | Râșnov HS97       | Râșnov HS97       | Bischofshofen HS142 | Bischofshofen HS142 | Oslo HS106        | Oslo HS106 | Klingenthal HS140 | Klingenthal HS140 | punkty | punkty | punkty | punkty | punkty | punkty | punkty | punkty | punkty |        |        |        |        |        |        |
| -                                                                             | -                  | -               | -               | -                 | -                 | 12                  | 20                  | 5                 | 18         | 6                 | 8                 | 163    | 163    | 163    | 163    | 163    | 163    | 163    | 163    | 163    |        |        |        |        |        |        |
| 2022                                                                          |                    |                 |                 |                   |                   |                     |                     |                   |            |                   |                   |        |        |        |        |        |        |        |        |        |        |        |        |        |        |        |
| Lillehammer HS140                                                             | Lillehammer HS140  | Stams HS115     | Stams HS115     | Klingenthal HS140 | Klingenthal HS140 | Lake Placid HS100   | Lake Placid HS128   | Lake Placid HS128 | punkty     | punkty            | punkty            | punkty | punkty | punkty | punkty | punkty | punkty |        |        |        |        |        |        |        |        |        |
| 13                                                                            | 8                  | -               | -               | -                 | -                 | -                   | -                   | -                 | 52         | 52                | 52                | 52     | 52     | 52     | 52     | 52     | 52     |        |        |        |        |        |        |        |        |        |
| 2024                                                                          |                    |                 |                 |                   |                   |                     |                     |                   |            |                   |                   |        |        |        |        |        |        |        |        |        |        |        |        |        |        |        |
| Hinterzarten HS109                                                            | Hinterzarten HS109 | Trondheim HS138 | Trondheim HS138 | Stams HS115       | Stams HS115       | Klingenthal HS140   | Klingenthal HS140   | punkty            | punkty     | punkty            | punkty            | punkty | punkty | punkty | punkty | punkty |        |        |        |        |        |        |        |        |        |        |
| dq                                                                            | 51                 | 27              | 21              | -                 | -                 | -                   | -                   | 14                | 14         | 14                | 14                | 14     | 14     | 14     | 14     | 14     |        |        |        |        |        |        |        |        |        |        |
| Legenda                                                                       |                    |                 |                 |                   |                   |                     |                     |                   |            |                   |                   |        |        |        |        |        |        |        |        |        |        |        |        |        |        |        |
| 1 2 3 4-10 11-30 poniżej 30 dq – dyskwalifikacja - − zawodnik nie wystartował |                    |                 |                 |                   |                   |                     |                     |                   |            |                   |                   |        |        |        |        |        |        |        |        |        |        |        |        |        |        |        |

## FIS Cup

### Miejsca w klasyfikacji generalnej
| Sezon     | Miejsce |
| --------- | ------- |
| 2019/2020 | 98.     |

### Miejsca w poszczególnych konkursachFIS Cupu
stan po zakończeniu sezonu 2024/2025
| Źródło                                                                        | Źródło        | Źródło           | Źródło           | Źródło      | Źródło      | Źródło           | Źródło           | Źródło      | Źródło      | Źródło       | Źródło       | Źródło        | Źródło        | Źródło               | Źródło               | Źródło         | Źródło         | Źródło         | Źródło         | Źródło       | Źródło       | Źródło | Źródło | Źródło | Źródło | Źródło | Źródło | Źródło | Źródło | Źródło | Źródło | Źródło | Źródło | Źródło | Źródło | Źródło | Źródło | Źródło | Źródło |        |
| ----------------------------------------------------------------------------- | ------------- | ---------------- | ---------------- | ----------- | ----------- | ---------------- | ---------------- | ----------- | ----------- | ------------ | ------------ | ------------- | ------------- | -------------------- | -------------------- | -------------- | -------------- | -------------- | -------------- | ------------ | ------------ | ------ | ------ | ------ | ------ | ------ | ------ | ------ | ------ | ------ | ------ | ------ | ------ | ------ | ------ | ------ | ------ | ------ | ------ | ------ |
| Sezon 2019/2020                                                               |               |                  |                  |             |             |                  |                  |             |             |              |              |               |               |                      |                      |                |                |                |                |              |              |        |        |        |        |        |        |        |        |        |        |        |        |        |        |        |        |        |        |        |
| Szczyrk HS104                                                                 | Szczyrk HS104 | Szczuczyńsk HS99 | Szczuczyńsk HS99 | Ljubno HS94 | Ljubno HS94 | Pjongczang HS109 | Pjongczang HS109 | Râșnov HS97 | Râșnov HS97 | Villach HS98 | Villach HS98 | Notodden HS98 | Notodden HS98 | Oberwiesenthal HS105 | Oberwiesenthal HS105 | Zakopane HS140 | Zakopane HS140 | Rastbüchl HS78 | Rastbüchl HS78 | Villach HS98 | Villach HS98 | punkty | punkty | punkty | punkty | punkty | punkty | punkty | punkty | punkty | punkty | punkty | punkty | punkty | punkty | punkty | punkty | punkty | punkty | punkty |
| -                                                                             | -             | -                | -                | -           | -           | -                | -                | -           | -           | 81           | 66           | 13            | 14            | -                    | -                    | -              | -              | -              | -              | -            | -            | 38     | 38     | 38     | 38     | 38     | 38     | 38     | 38     | 38     | 38     | 38     | 38     | 38     | 38     | 38     | 38     | 38     | 38     | 38     |
| Legenda                                                                       |               |                  |                  |             |             |                  |                  |             |             |              |              |               |               |                      |                      |                |                |                |                |              |              |        |        |        |        |        |        |        |        |        |        |        |        |        |        |        |        |        |        |        |
| 1 2 3 4-10 11-30 poniżej 30 dq – dyskwalifikacja - − zawodnik nie wystartował |               |                  |                  |             |             |                  |                  |             |             |              |              |               |               |                      |                      |                |                |                |                |              |              |        |        |        |        |        |        |        |        |        |        |        |        |        |        |        |        |        |        |        |